# روبرت موران (سياسي)
روبرت موران (بالإنجليزية: Robert Moran)‏ هو سياسي أمريكي، ولد في 26 يناير 1857 في نيويورك في الولايات المتحدة، وتوفي في 27 مارس 1943. حزبياً، نشط في الحزب الجمهوري.